# Fulvia undatopicta
Fulvia undatopicta is een tweekleppigensoort uit de familie van de Cardiidae. De wetenschappelijke naam van de soort werd voor het eerst geldig gepubliceerd in 1904 door Henry Augustus Pilsbry.